# مسابقات جهانی دو و میدانی ۱۹۸۳
مسابقات جهانی دو و میدانی ۱۹۸۳ (به انگلیسی: 1983 World Championships in Athletics) اولین دوره مسابقات جهانی دو و میدانی بوده‌است که در شهر هلسینکی، فنلاند زیر نظر اتحادیه بین‌المللی فدراسیون‌های دو و میدانی برگزار شده است.
این مسابقات از ۷ آگوست تا ۱۴ اوت ۱۹۸۳ با حضور ۱٬۳۵۵ ورزشکار از ۱۵۳ کشور جهان انجام شده است.

## رشته‌های ورزشی
- ۱۰۰ متر
- ۲۰۰ متر
- ۴۰۰ متر
- ۸۰۰ متر
- ۱٬۵۰۰ متر
- ۵٬۰۰۰ متر
- ۱۰٬۰۰۰ متر
- ماراتون
- ۱۱۰ متر با مانع
- ۴۰۰ متر با مانع
- ۳٬۰۰۰ متر با مانع
- دو ۲۰ کیلومتر
- دو ۵۰ کیلومتر
- ۴x۱۰۰ متر امدادی
- ۴x۴۰۰ متر امدادی
- پرش ارتفاع
- پرش با نیزه
- پرش طول
- پرش سه‌گام
- پرتاب وزنه
- پرتاب دیسک
- پرتاب چکش
- پرتاب نیزه
- دهگانه

## مدال‌ها بر پایه کشور

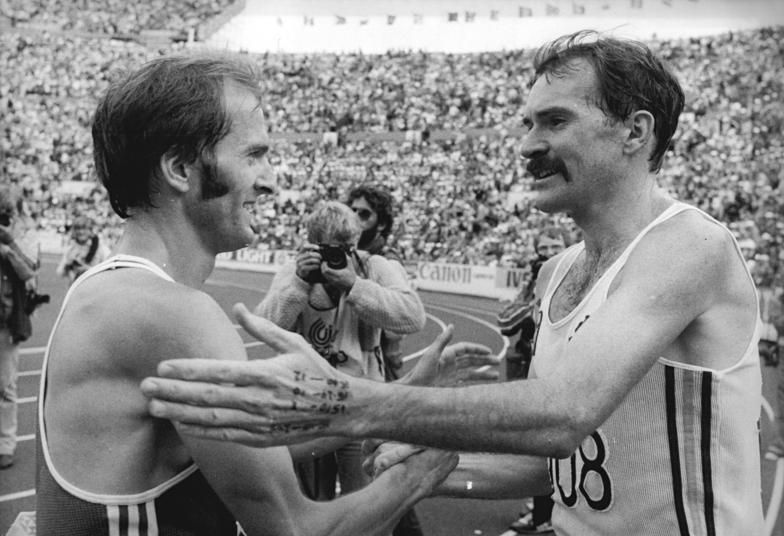

| رتبه | کشور                | طلا | نقره | برنز | مجموع |
| ۱    | آلمان شرقی          | ۱۰  | ۷    | ۵    | ۲۲    |
| ۲    | ایالات متحده آمریکا | ۸   | ۹    | ۷    | ۲۴    |
| ۳    | اتحاد جماهیر شوروی  | ۶   | ۶    | ۱۱   | ۲۳    |
| ۴    | چکسلواکی            | ۴   | ۳    | ۲    | ۹     |
| ۵    | آلمان غربی          | ۲   | ۵    | ۱    | ۸     |
| ۶    | بریتانیای کبیر      | ۲   | ۲    | ۳    | ۷     |
| ۷    | لهستان              | ۲   | ۱    | ۱    | ۴     |
| ۸=   | فنلاند              | ۱   | ۱    | ۱    | ۳     |
| ۸=   | ایتالیا             | ۱   | ۱    | ۱    | ۳     |
| ۸=   | جامائیکا            | ۱   | ۱    | ۱    | ۳     |
| ۱۱=  | استرالیا            | ۱   | ۰    | ۰    | ۱     |
| ۱۱=  | جمهوری ایرلند       | ۱   | ۰    | ۰    | ۱     |
| ۱۱=  | مکزیک               | ۱   | ۰    | ۰    | ۱     |
| ۱۱=  | نروژ                | ۱   | ۰    | ۰    | ۱     |
| ۱۵=  | کوبا                | ۰   | ۱    | ۰    | ۱     |
| ۱۵=  | اتیوپی              | ۰   | ۱    | ۰    | ۱     |
| ۱۵=  | هلند                | ۰   | ۱    | ۰    | ۱     |
| ۱۵=  | رومانی              | ۰   | ۱    | ۰    | ۱     |
| ۱۵=  | اسپانیا             | ۰   | ۱    | ۰    | ۱     |
| ۲۰   | بلغارستان           | ۰   | ۰    | ۳    | ۳     |
| ۲۱=  | برزیل               | ۰   | ۰    | ۱    | ۱     |
| ۲۱=  | چین                 | ۰   | ۰    | ۱    | ۱     |
| ۲۱=  | یونان               | ۰   | ۰    | ۱    | ۱     |
| ۲۱=  | مراکش               | ۰   | ۰    | ۱    | ۱     |
| ۲۱=  | نیجریه              | ۰   | ۰    | ۱    | ۱     |